# Гембиці (Нижньосілезьке воєводство)
Гембиці (пол. Gębice) — село в Польщі, у гміні Стшелін Стшелінського повіту Нижньосілезького воєводства.
Населення — 218 осіб (2011).
У 1975—1998 роках село належало до Вроцлавського воєводства.

## Демографія
Демографічна структура станом на 31 березня 2011 року:
|          | Загалом | Допрацездатний вік | Працездатний вік | Постпрацездатний вік |
| -------- | ------- | ------------------ | ---------------- | -------------------- |
| Чоловіки | 105     | 25                 | 70               | 10                   |
| Жінки    | 113     | 29                 | 65               | 19                   |
| Разом    | 218     | 54                 | 135              | 29                   |